# Jumasiulok
Jumasiulok is een bestuurslaag in het regentschap Dairi van de provincie Noord-Sumatra, Indonesië. Jumasiulok telt 995 inwoners (volkstelling 2010).